# Воздушные силы Украины
Воздушные силы Вооружённых сил Украины (укр. Повітряні сили Збройних сил України) — вид Вооружённых сил Украины. Образованы в 2004 году путём объединения Военно-воздушных сил Украины и Войск противовоздушной обороны Украины (В современном виде Военно-воздушные cилы Украины были созданы 17 марта 1992 года согласно директиве Начальника Главного штаба Вооружённых cил Украины. На базе штаба 24-й Воздушной армии в Виннице сформировано Командование ВВС).

## История
История военно-воздушных сил Украинской Народной Республики началась в 1917 году. Создание Воздушного флота официально было оформлено решением Центральной Рады 13 декабря 1917 года. Его командующим был назначен подполковник-авиатор Виктор Павленко. По состоянию на начало января 1918 года в реестрах управления авиации УНР насчитывалось 188 самолётов различных типов. Участвовали в Революции и Гражданской войне на Украине и польско-украинской войне.
Во время Второй мировой войны украинские лётчики принимали участие в боевых действий в рядах ВВС СССР.
История ВВС независимой Украины возобновилась 12 декабря 1991 года.
После распада СССР на территории бывшей Украинской ССР остались одни из самых многочисленных и мощных ВВС в Европе. Большая часть современных военных аэродромов СССР находилась на территории Украинской ССР, включая места базирования Ту-160, МиГ-29 и Су-27. По количественному показателю военная авиация Украины в 1992 году уступала лишь авиации США, России и Китая, будучи самой многочисленной в Европе. В состав ВВС Украины были переданы три воздушные армии (1100 боевых самолётов).
17 марта 1992 года, согласно директиве начальника Главного штаба Вооружённых cил Украины созданы Военно-воздушные силы Украины. На базе штаба 24-й Воздушной армии в Виннице сформировано Командование ВВС. В 1992 году на территории Украины находилось: 4 воздушные армии (5, 14, 17, 24), 11 авиационных дивизий (включая ВТА), 49 авиаполков, 11 отдельных эскадрилий, учебные и специальные учреждения и заведения. Всего около 600 воинских частей, 2800 летательных самолётов различного назначения, более 120 000 военнослужащих.
Войска ПВО Украины были созданы 5 апреля 1992 года на базе частей ПВО СССР, находившихся на территории страны. Кроме ЗРК в их составе было семь истребительных авиаполков, вооружённых перехватчиками Су-15ТМ, МиГ-25ПД\ПДС и МиГ-23МЛД. Однако на вооружении эти самолёты продержались недолго — в 1993 году были сняты с вооружения МиГ-25, потом и МиГ-23, а к 1997 году на базы хранения отправили и Су-15.
Армейская авиация вошла в состав Сухопутных войск Украины, как их род, с 3 июля 1994 года и за относительно короткое время своего существования превратилась из вспомогательного в одно из основных и перспективных средств вооружённой борьбы. Созданы были на основе техники и лётно-технического персонала семи полков боевых вертолётов, двух транспортных и нескольких отдельных эскадрилий ВВС СССР. На вооружении состояло около 900 вертолётов Ми-2, Ми-6, Ми-8, Ми-26 и Ми-24 (250 ед.).

#### Российско-украинская война
В связи с российской аннексией Крыма в марте 2014 года ВВС Украины утратили объекты инфраструктуры на территории Крымского полуострова, часть авиатехники и военного имущества (так, на аэродроме Бельбек были безвозвратно утрачены семь МиГ-29 (9-13), два МиГ-29УБ и три L-39).
С 7 апреля 2014 года Вооружённые силы Украины принимали участие в войне на востоке Украины, в ходе которой имели место потери в авиатехнике. В связи с необходимостью выполнения операций по поиску и эвакуации экипажей и пассажиров сбитой и совершившей аварийную посадку авиатехники в зоне боевых действий, в организационно-штатную структуру Центра управления поисково-спасательным обеспечением полётов авиации вооружённых сил Украины были введены специальные спасательные парашютно-десантные группы РПДГ.
В ходе вторжения России на Украину, 25 марта 2022 года, Командование Воздушных сил ВСУ сообщило о российском ракетном ударе крылатыми ракетами по штабу Командования Воздушных сил ВС Украины в Виннице. Утверждалось, что часть из них была сбита противовоздушной обороной; остальные попали в несколько сооружений, «причинив существенные разрушения инфраструктуре», обошлось без жертв. В марте Пентагон заявил о передаче Украине «платформ и запчастей» для самолётов. В свою очередь в Министерстве обороны Украины сообщили, что по состоянию на 26 марта 2022 года Воздушные силы Украины уничтожили 117 российских самолётов, 127 вертолётов, 56 беспилотников и продолжают эффективно исполнять боевые задачи.
20 апреля 2022 года в Пентагоне заявили о поставках союзниками Украине дополнительных «комплектующих деталей», которые позволили увеличить размер украинского военного авиапарка на 20 единиц. В марте 2023 года правительство Польши и Словакии согласовало передачу Украине модернизированных истребителей МиГ-29.
Украинские ВВС выполняют множество разных задач. Помимо воздушных боев с российскими истребителями в первый месяц вторжения, они используются для оказания огневой поддержки сухопутным войскам в проводимых ими операциях, разведки, перехвата крылатых ракет и дронов, высокоточных ударов по наземным целям, среди самых известных операций такого рода: ракетный удар по штабу Черноморского флота ВМФ России и ракетный удар по Севастопольскому морскому заводу.

## Структура
- Авиация
- Зенитно-ракетные войска
- Радиотехнические войска

Воздушные cилы в своём составе имеют следующие рода сил:
Авиация
- Тактическая авиация
  - Бомбардировочная авиация — является основным ударным средством Воздушных cил, предназначена для поражения группировок войск, авиации в местах базирования, флота, разрушения военных, военно-промышленных и иных объектов в оперативной и тактической глубине;
  - Штурмовая авиация — является средством авиационной поддержки войск и предназначена для поражения войск, наземных (морских) объектов преимущественно на переднем крае в тактической глубине;
  - Истребительная авиация — является одним из основных средств борьбы с воздушным противником и предназначена для поражения самолётов, вертолётов, БПЛА и крылатых ракет в воздухе, а также поражения наземных (надводных) объектов;
  - Разведывательная авиация — предназначена для ведения воздушной разведки противника, местности и погоды;
  - Авиация РЭБ — предназначена для ведения радиоэлектронной борьбы в воздухе;

- Транспортная авиация — предназначена для десантирования воздушных десантов, перевозки войск и материальных средств воздухом.

Противовоздушная оборона:
- Зенитно-ракетные войска
- Радиотехнические войска

Специальные войска (отдельные воинские части и подразделения: инженерные; радиационной, химической и биологической защиты; связи, АСУ и радиотехнического обеспечения; метеорологического обеспечения и др.)
Также в состав Воздушных cил Украины входят:
- Части материально-технического обеспечения;
- Части медицинского обеспечения;
- Органы военной печати:

- газета «Крила України»

- Военно-учебные заведения:

- Харьковский национальный университет Воздушных Сил имени Ивана Кожедуба

По состоянию на 14 декабря 2012 года на балансе Воздушных cил Украины имелось 638 единиц летательных аппаратов всех категорий (включая находящиеся на хранении).

## Командующие
- генерал-полковник Торопчин, Анатолий Яковлевич[укр.] (2004—2007)
- генерал-полковник Руснак, Иван Степанович (2007—2010);
- генерал-полковник Онищенко, Сергей Иванович (2010—2012);
- генерал-полковник Байдак, Юрий Аврамович (2012—2015);
- генерал-полковник Дроздов, Сергей Семёнович (2015—2021)[23];
- генерал-лейтенант Олещук, Николай Николаевич (2021—2024).
- генерал-лейтенант Кривоножко, Анатолий Николаевич (с 2024)

## Боевой состав
Официальная web-страница Воздушных cил Украины не упоминает об их боевом составе. Ниже приводится список по материалам web-страницы Ю. В. Гонтаря и проекта «Силовики Украины».
| Обозначение формирования или части                                                             | Вооружение и оснащение                                                                                     | Место расположения |
| ---------------------------------------------------------------------------------------------- | --- | --- |
| Командование и штаб Воздушных cил Украины                                                      | | Винница |
| Соединения, части и учреждения непосредственного подчинения                                    | | |
| 7-я бригада тактической авиации                                                                | Су-24М, Су-24МР, L-39С, Ан-26, Ан-2ТД                                                                      | Староконстантинов |
| 299-я бригада тактической авиации                                                              | Су-25, Су-25М1, Су-25М1К Су-25УБ, Су-25УБМ1, Су-25УБМ1К, Су-25УМ1, L-39М1, L-39C, Ан-26, Ан-2ТД            | Николаев (Кульбакино) |
| 15-я транспортная авиабригада                                                                  | Ан-2ТД, Ан-24ШТ, Ан-26, Ан-26С, Ан-26штабной, Ан-30Б, Ан-30Б-ОН, Ту-134АК, Ми-8МТВ, Ми-8ПС                 | Борисполь |
| 25-я бригада транспортной авиации                                                              | Ил-76МД, Ан-26, Ан-2ТД                                                                                     | Мелитополь |
| 456-я бригада транспортной авиации                                                             | Ан-2ТД, Ан-24ШТ, Ан-26, Ан-26 Vita, Ан-26 «Рятунчик», Ан-26 «Стандарт», Ан-26штабной, Ми-8МТ, Ми-8ПС, Ми-9 | Гавришовка |
| 383-я отдельная бригада беспилотных авиационных комплексов                                     | БПЛА ВР-2 «Стриж», ВР-3 «Рейс»                                                                             | Хмельницкий |
| 302-й зенитный ракетный полк                                                                   | ЗРК С-300ПТ                                                                                                | Харьков |
| Харьковский Национальный Университет Воздушных cил имени Ивана Кожедуба                        | ХАЗ-30, Як-52, АК1-3, Ан-2ТД                                                                               | Харьков |
| 203-я учебная авиационная бригада                                                              | L-39С, Ан-26, Ан-26Ш, Ми-2МСБ, Ми-8МТ, Ан-2ТД                                                              | Чугуев |
| 38-й объединённый учебный центр Воздушных сил Украины                                          | | Васильков |
| 33-й специализированный центр боевой подготовки авиационных специалистов Воздушных сил Украины | | Николаев |
| Воздушное командование «Восток»                                                                | | Создано 23 января 2017 года, дислокация органов управления, а также состав и группировка сил и средств в настоящее время неизвестны |
| Воздушное командование «Запад»                                                                 | | Львов |
| 114-я бригада тактической авиации                                                              | МиГ-29 9.13, МиГ-29УБ, L-39C, Су-25 на консервации                                                         | Ивано-Франковск |
| 204-я бригада тактической авиации                                                              | МиГ-29, МиГ-29УБ, L-39C                                                                                    | Луцк |
| 11-й зенитно-ракетный полк                                                                     | ЗРК Бук-М1                                                                                                 | Шепетовка |
| 223-й зенитно-ракетный полк                                                                    | 3 дивизиона ЗРК Бук-М1                                                                                     | Стрый |
| 540-й зенитно-ракетный полк                                                                    | ЗРК С-300                                                                                                  | Каменка-Бугская |
| 1-я радиотехническая бригада                                                                   | 6 отдельных радиотехнических батальонов, 17 отдельных радиолокационных рот, батальон управления            | с. Липники Пустомытовского района Львовской области                                                                                 |
| 76-й отдельный полк связи и управления                                                         | | Львов |
| Воздушное командование «Центр»                                                                 | | Васильков |
| 40-я бригада тактической авиации                                                               | МиГ-29 9.13, МиГ-29МУ1, МиГ-29УБ, L-39C, L-39M                                                             | Васильков |
| 39-я отдельная бригада тактической авиации                                                     | Су-27С, Су-27С1М, Су-27-1М, Су-27УБ1М, L-39C                                                               | Озёрное |
| 831-я бригада тактической авиации                                                              | Су-27П, Су-27П1М, Су-27УП, Су-27УП1М, L-39C                                                                | Миргород |
| 96-я Киевская зенитно-ракетная бригада                                                         | 3 дивизиона ЗРК С-300ПС                                                                                    | Даниловка |
| 138-я Днепровская зенитно-ракетная бригада                                                     | 6 дивизионов ЗРК С-300ПТ                                                                                   | Днепр |
| 156-й Донецкий зенитно-ракетный полк                                                           | 3 дивизиона ЗРК Бук-М1                                                                                     | Золотоноша |
| 138-я радиотехническая бригада                                                                 | | Васильков |
| 164-я радиотехническая бригада                                                                 | 4 отдельных радиотехнических батальона, 10 отдельных радиолокационных рот, батальон управления             | Харьков |
| 31-й отдельный полк связи и управления                                                         | | Киев |
| Воздушное командование «Юг»                                                                    | | Одесса |
| 160-я зенитно-ракетная бригада                                                                 | 4 дивизиона ЗРК С-300ПС                                                                                    | Одесса, Николаев |
| 208-я зенитная ракетная Херсонская бригада                                                     | 1 дивизион ЗРК С-300ПС/ПТ                                                                                  | Херсон |
| 201-я зенитная ракетная бригада имени Филиппа Орлика                                           | 2 дивизиона ЗРК С-300ПТ                                                                                    | Первомайск |
| 14-я радиотехническая бригада                                                                  | | Одесса |
| 43-й отдельный полк связи и управления                                                         | | Одесса |

## Вооружение и военная техника
Данные о технике и вооружении Воздушных cил Украины взяты из изданий «The Military Balance» Международного института стратегических исследований, «Белая книга Украины» Министерства обороны Украины и Генерального штаба Вооружённых сил Украины, официального сайта Министерства обороны Украины и других источников. На начало 2022 года в составе Воздушных сил Украины насчитывалось 45 тыс. человек личного состава, на их вооружении имелось около 124 боевых и учебно-боевых самолётов, около 63 транспортных, специальных и учебных самолётов, около 46 транспортных и специальных вертолётов, более 322 систем ПВО. Средний налёт в год составлял 40 часов по данным 2018 года.
| Изображение                                                                             | Тип                             | Модель                  | Производство                                                 | Назначение                                                                     | Количество                                        | Примечания |
| Боевые самолёты                                                                         | Боевые самолёты                 | Боевые самолёты         | Боевые самолёты                                              | Боевые самолёты                                                                | Боевые самолёты                                   | Боевые самолёты |
| --------------------------------------------------------------------------------------- | ------------------------------- | ----------------------- | ------------------------------------------------------------ | ------------------------------------------------------------------------------ | ------------------------------------------------- | --- |
|                                                                                         | Су-24                           | М                       | СССР                                                         | средний фронтовой бомбардировщик                                               | ~5                                                | |
|                                                                                         | Су-25                           | М1КМ1базовая            | СССР/ Украина СССР/ Украина СССР                             | штурмовик                                                                      | ~10 (включая учебно-боевые, см. ниже)             | Су-25М1К — принят на вооружение в 2015 году; Су-25М1 — принят на вооружение в 2010 году. 2 самолёта переданы воздушным силам в 2009 году, 2 — в 2011 году, 5 — в 2014 году, часть самолётов была модифицирована до данной модификации в 2015 году; Су-25 — принят на вооружение в 1980 году.                    |
|                                                                                         | Су-27                           | П1МС1Мбазовая           | СССР/ Украина СССР/ Украина СССР                             | тяжёлый истребитель-перехватчик и фронтовой истребитель                        | ~21 (включая учебно-боевые, см. ниже)             | Часть самолётов была модифицирована модификации 1М в 2015 году; Су-27П1М — принят на вооружение в 2014 году; Су-27С1М — принят на вооружение в 2017 году. |
|                                                                                         | МиГ-29                          | МУ1базовая              | СССР/ Украина СССР                                           | лёгкий фронтовой истребитель                                                   | ~15                                               | МиГ-29МУ1 — принят на вооружение в 2009 году. 2 самолёта переданы воздушным силам в 2009 году, 1 — в 2011 году, 1 — в 2012 , 6 — в 2016 году; 2- в 2018 МиГ-29 — принят на вооружение в 1982 году. |
|                                                                                         | F-16                            | AM/BM                   | США                                                          | многофункциональный истребитель                                                | ~20                                               | Ожидается передача от Нидерландов — 24, Бельгии — 30, Дании — 19 и несколько самолётов от Норвегии |
|                                                                                         | Mirage 2000                     | 5F                      | Франция                                                      | многофункциональный истребитель                                                | н/д                                               | Переданы из Военно-воздушных сил Франции |
| Перспективная техника                                                                   |                                 |                         |                                                              |                                                                                |                                                   | |
|                                                                                         | Dassault-Breguet Super Étendard | базовая                 | Франция                                                      | штурмовик                                                                      | 5                                                 | Рассматривается передача из Военно-воздушных сил Аргентины |
| Самолёты разведки, воздушного наблюдения и радиоэлектронной борьбы                      |                                 |                         |                                                              |                                                                                |                                                   | |
|                                                                                         | Су-24                           | МР                      | СССР                                                         | фронтовой разведывательный самолёт                                             | ~8                                                | |
|                                                                                         | Ан-30                           | базовая                 | СССР                                                         | самолёт топографической разведки                                               | 3                                                 | |
|                                                                                         | Shark UL                        | модификация для РЭБ     | Чехия и Словакия                                             | самолёт РЭБ                                                                    | 1                                                 | |
| Перспективная техника                                                                   |                                 |                         |                                                              |                                                                                |                                                   | |
|                                                                                         | ASC 890                         | базовая                 | Швеция                                                       | самолёт ДРЛО                                                                   | 2                                                 | переданы от Военно-воздушных сил Швеции |
| Военно-транспортные самолёты                                                            |                                 |                         |                                                              |                                                                                |                                                   | |
|                                                                                         | Ил-76                           | МД                      | СССР                                                         | тяжёлый оперативно-стратегический военно-транспортный самолёт                  | 7                                                 | Принят на вооружение в 1976 году. Согласно The Military Balance на 2024 год находятся в нерабочем состоянии. |
|                                                                                         | Ан-70                           | базовая                 | Украина                                                      | средний оперативно-тактический военно-транспортный самолёт                     | 1                                                 | Принят на вооружение в 2015 году. |
|                                                                                         | Ан-148                          | 100В                    | Украина                                                      | средний административный военно-транспортный самолёт                           | 1                                                 | |
|                                                                                         | Ту-134                          | АК                      | СССР                                                         | средний административный военно-транспортный самолёт                           | 1                                                 | |
|                                                                                         | Ан-26                           | «Рятунчик»«Vita»базовая | СССР/ Украина СССР/ Украина СССР                             | лёгкий тактический, медицинский и административный военно-транспортный самолёт | ~17 (включая учебные, см. ниже)                   | Ан-26 «Рятунчик» — лёгкий медицинский военно-транспортный самолёт, принят на вооружение в 2015 году; Ан-26 «Vita» — лёгкий медицинский военно-транспортный самолёт, принят на вооружение в 2002 году. |
|                                                                                         | Ан-24                           | базовая                 | СССР                                                         | лёгкий административный военно-транспортный самолёт                            | 3                                                 | |
| Перспективная техника                                                                   |                                 |                         |                                                              |                                                                                |                                                   | |
|                                                                                         | Ан-178                          | 100Р                    | Украина                                                      | средний оперативно-тактический военно-транспортный самолёт                     | 3 заказано                                        | В 2020 году заключён контракт на поставку 3 самолётов. |
| Учебно-тренировочные самолёты                                                           |                                 |                         |                                                              |                                                                                |                                                   | |
|                                                                                         | Су-25                           | УБМ1КУБМ1УМ1            | СССР/ Украина СССР/ Украина СССР/ Украина                    | учебно-боевой штурмовик                                                        | см. выше общую численность с боевыми              | Су-25УБМ1К — принят на вооружение в 2015 году; Су-25УБМ1 — принят на вооружение в 2010 году. 1 самолёт передан воздушным силам в 2014 году; Су-25УМ1 — 3 самолёта передано воздушным силам в 2014 году. |
|                                                                                         | Су-27                           | УП1МУБ1МУБ              | СССР/ Украина СССР/ Украина СССР                             | учебно-боевой тяжёлый истребитель-перехватчик и фронтовой истребитель          | см. выше общую численность с боевыми              | Су-27УП1М — принят на вооружение в 2014 году; Су-27УБ1М — принят на вооружение в 2014 году; Су-27-УБ — части самолётов данной модификации был продлён ресурс в 2015 году. |
|                                                                                         | МиГ-29                          | УБ                      | СССР                                                         | учебно-боевой лёгкий фронтовой истребитель                                     | см. выше общую численность с боевыми              | |
|                                                                                         | L-39 Albatros                   | ММ1базовая              | Чехословакия/ · Украина Чехословакия/ · Украина Чехословакия | учебно-тренировочный самолёт основного этапа подготовки                        | ~27                                               | L-39М — принят на вооружение в 2015 году; L-39М1 — принят на вооружение в 2009 году. 2 самолёта переданы воздушным силам в 2009 году, 2 — в 2011 году, 5 — в 2012 году, 2 — в 2013 году, часть самолётов была доработана до уровня данной модификации в 2015 году; L-39 — принят на вооружение в 1976 году.     |
|                                                                                         | Ан-26                           | Ш                       | СССР                                                         | учебный самолёт для первичной подготовки штурманов                             | см. выше общую численность с военно-транспортными | 1 самолёт передан в 2019 году. |
|                                                                                         | ХАЗ-30                          | базовая                 | Украина                                                      | учебно-тренировочный самолёт первоначального обучения                          | 4                                                 | 4 самолёта и 1 лётный тренажёр для них с 2013 года находятся в распоряжении Харьковского Университета Воздушных cил Украины |
| Вертолёты                                                                               |                                 |                         |                                                              |                                                                                |                                                   | |
|                                                                                         | Ми-8                            | Ми-17МСБ-ВМТ            | СССР / Украина СССР                                          | средний многоцелевой вертолёт                                                  | ~35                                               | Ми-17 — два Ми-17 подарены Латвией в 2022 году, переданы в частично разобранном виде. Ми-8МСБ-В — принят на вооружение в 2014 году. 3 вертолёта передано воздушным силам в 2014 году, 4 — в 2015 году. |
|                                                                                         | Aérospatiale SA 330 Puma        | базовая                 | Франция                                                      | военно-транспортный вертолёт                                                   | 8                                                 | |
|                                                                                         | Ми-9                            | базовая                 | СССР                                                         | вертолёт — воздушный пункт управления                                          | 2+                                                | |
|                                                                                         | Ми-2                            | МСБбазовая              | Польша/ · Украина Польша                                     | лёгкий многоцелевой вертолёт                                                   | 6                                                 | Ми-2МСБ — принят на вооружение в 2016 году; Базовая — 4 вертолёта переданы воздушным силам в 2015 году. Ещё два подарены Латвией в 2022 году, переданы в частично разобранном виде. |
|                                                                                         | АК1-3                           | базовая                 | Украина                                                      | лёгкий учебно-спортивный вертолёт                                              | 1                                                 | Один АК1-3 используется Харьковским университетом ВВС Украины в качестве учебного вертолёта для начальной подготовки пилотов |
| Беспилотные летательные аппараты                                                        |                                 |                         |                                                              |                                                                                |                                                   | |
|                                                                                         | Bayraktar TB2                   | базовая                 | Турция                                                       | ударный оперативно-тактический БПЛА                                            | 6                                                 | |
|                                                                                         | БпАК-МП-1 «Spectator»           | М                       | Украина                                                      | разведывательный БПЛА                                                          | ~60                                               | По 3 аппарата в составе комплекса. В декабре 2015 года в армию поступили первые образцы, с января 2016 года поставляются серийные комплексы. В 2016 году было произведено 11 комплексов (33 БПЛА), из них 6 (18 БПЛА) поступили на вооружение других силовых структур.                                          |
|                                                                                         | A1-S «Фурия»                    | базовая                 | Украина                                                      | разведывательный БПЛА                                                          | ~100                                              | |
|                                                                                         | PD-1                            | базовая                 | Украина                                                      | разведывательный БПЛА                                                          | 4 БПЛА +2 станции наземного управления            | |
|                                                                                         | Лелека-100                      | базовая                 | Украина                                                      | разведывательный БПЛА                                                          | н/д                                               | |
|                                                                                         | Ту-143 «Рейс»                   | базовая                 | СССР                                                         | разведывательный БПЛА                                                          | н/д                                               | |
|                                                                                         | Ту-141 «Стриж»                  | базовая                 | СССР                                                         | разведывательный БПЛА                                                          | н/д                                               | |
|                                                                                         | Bird-Eye 400                    | базовая                 | Израиль                                                      | малый разведывательный БПЛА                                                    | 1                                                 | Закуплен в 2008 году |
|                                                                                         | Fly Eye                         | базовая                 | Польша/ · Украина                                            | малый разведывательный БПЛА                                                    | не менее 2                                        | Принят на вооружение в 2017 году. Закуплены в 2015 году. |
|                                                                                         | Thales Spy Arrow                | базовая                 | Франция                                                      | сверхмалый разведывательный БПЛА                                               | не менее 3                                        | Закуплены в 2015 году. |
| Перспективная техника                                                                   |                                 |                         |                                                              |                                                                                |                                                   | |
|                                                                                         | АН-БК-1 «Горлиця»               | базовая                 | Украина                                                      | Ударный разведывательно-тактический БПЛА                                       | 4 БПЛА +2 наземные станции управления             | Был представлен 29 августа 2016 года |
|                                                                                         | Сокол-300                       | базовая                 | Украина                                                      | Ударный разведывательно-тактический БПЛА                                       |                                                   | Был представлен 6 ноября 2020 года. |
| Огневые средства ПВО                                                                    |                                 |                         |                                                              |                                                                                |                                                   | |
|                                                                                         | С-300                           | ПМУПСПТ                 | СССР                                                         | ЗРК малой и средней дальности                                                  | ~178 ПУ                                           | С-300ПМУ — один дивизион был передан Словакией в 2022 году |
|                                                                                         | 9К37 «Бук»                      | М1                      | СССР                                                         | ЗРК малой и средней дальности                                                  | ~50 ПУ                                            | Принят на вооружение в 1983 году |
|                                                                                         | IRIS-T                          | SLS SLM                 | Германия                                                     | ЗРК малой дальности ЗРК средней дальности                                      | 12 ПУ 14 ПУ                                       | Переданы Германией в качестве военной помощи |
|                                                                                         | NASAMS                          | 2                       | Норвегия/ · США                                              | ЗРК малой и средней дальности                                                  | ~14 ПУ                                            | Переданы в качестве военной помощи |
|                                                                                         | Aspide                          |                         | Италия/ Швейцария                                            | ЗРК малой и средней дальности                                                  | 4+ ПУ                                             | |
|                                                                                         | MIM-104 Patriot                 | PAC-3                   | США                                                          | ЗРК средней и большой дальности                                                | ~37 ПУ                                            | Переданы в качестве военной помощи |
|                                                                                         | FSAF SAMP/T                     | базовая                 | Италия/ · Франция                                            | ЗРК средней и большой дальности                                                | 8 ПУ                                              | [ 77 ] |
|                                                                                         | С-125 «Печора»                  | 2Д                      | Украина                                                      | ЗРК малой дальности                                                            |                                                   | [ 78 ] |
|                                                                                         | MIM-23 Hawk                     | III                     | США                                                          | ЗРК средней дальности                                                          | 4+ ПУ                                             | |
|                                                                                         | Skynex                          |                         | Германия                                                     | зенитная самоходная установка                                                  | ~8                                                | |
|                                                                                         | ЗУ-23-2                         |                         | СССР                                                         | зенитное орудие                                                                | Некоторое количество                              | |
|                                                                                         | Crotale                         | NG                      | Франция                                                      | ЗРК малой дальности                                                            | 4 ПУ                                              | На вооружении сухопутных войск. |
| Радиолокационные станции Радиотехнических войск Воздушных cил и РЛС обеспечения полётов |                                 |                         |                                                              |                                                                                |                                                   | |
|                                                                                         | П-19                            | МА                      | Украина                                                      | подвижная двухкоординатная РЛС дежурного режима                                | н/д                                               | Принята на вооружение в 2007 году. |
|                                                                                         | П-18                            | «Малахит»МУМА           | Украина                                                      | подвижная двухкоординатная РЛС дежурного режима                                | не менее 50                                       | П-18 «Малахит» — принят на вооружение в 2012 году. 2 комплекса передано воздушным силам в 2013 году, 4 — в 2014 году, 6 — в 2015 году;на 2019 год имелось 50 комплексов П-18МУ — принята на вооружение в 2007 году; П-18МА — принята на вооружение в 2007 году. 1 комплекс передан воздушным силам в 2012 году. |
|                                                                                         | СТ-68                           | 35Д6М35Д6               | Украина                                                      | подвижная трёхкоординатная РЛС боевого режима                                  | н/д                                               | 35Д6М — 1 комплекс передан воздушным силам в 2012 году, 1 — в 2013 году, 1 — в 2015 году, некоторое количество модифицировано до данной модификации в 2015 году; 35Д6 — поступали на вооружение в 2007 году. |
|                                                                                         | П-14                            | 5Н84АМА                 | Украина                                                      | стационарная двухкоординатная РЛС боевого режима                               | н/д                                               | Принята на вооружение в 2011 году. 1 комплекс передан воздушным силам в 2012 году. |
|                                                                                         | П-37                            |                         | СССР                                                         | подвижная двухкоординатная РЛС боевого режима                                  | н/д                                               | Принята на вооружение в 1971 году. Перешли от Вооружённых cил СССР. |
|                                                                                         | ПРВ-16                          | ПРВ-16MA                | Украина                                                      | подвижный радиовысотомер                                                       | н/д                                               | Принят на вооружение в 2019 году. |
|                                                                                         | MFTR-2100                       | MFTR-2100/40            | Дания                                                        | доплеровский радар для фиксации артиллерийских траекторий на большой дальности | н/д                                               | Принят на вооружение в 2020 году. |
|                                                                                         | РСП-10                          | МА                      | Украина                                                      | РЛС управления заходом на посадку                                              | н/д                                               | Принята на вооружение в 2011 году. |
|                                                                                         | 79К6 «Пеликан»                  | базовая                 | Украина                                                      | подвижная трёхкоординатная РЛС кругового обзора                                | н/д                                               | Принята на вооружение в 2007 году. Поступали на вооружение в 2008—2009 годах. |
| Автоматизированная система управления подвижно́го командного пункта группировки ПВО      |                                 |                         |                                                              |                                                                                |                                                   | |
|                                                                                         | 73Н6 «Байкал-1»                 |                         | СССР                                                         | автоматизированная система управления                                          | н/д                                               | |
| Ракетное оружие                                                                         |                                 |                         |                                                              |                                                                                |                                                   | |
|                                                                                         | AGM-154 Joint Standoff Weapon   |                         | США                                                          | Тактическая планирующая управляемая авиационная бомба                          | н/д                                               | |
|                                                                                         | AGM-88 HARM                     |                         | США                                                          | Высокоскоростная противорадиолокационная ракета                                | н/д                                               | |
|                                                                                         | Storm Shadow                    |                         | Великобритания/ · Франция                                    | Малозаметная крылатая ракета большой дальности                                 | н/д                                               | |
|                                                                                         | AGM-114 Hellfire                |                         | США                                                          | Ракета «воздух-поверхность»                                                    | н/д                                               | |
|                                                                                         | Hydra 70                        |                         | США                                                          | Неуправляемая авиационная ракета                                               | н/д                                               | |
|                                                                                         | Р-60                            |                         | СССР                                                         | Управляемая ракета «воздух-воздух» малой дальности с тепловой ГСН              | н/д                                               | |
|                                                                                         | AIM-120 AMRAAM                  |                         | США                                                          | Всепогодная управляемая ракета класса «воздух—воздух» средней дальности        | н/д                                               | |
|                                                                                         | Zuni                            |                         | США                                                          | Неуправляемая авиационная ракета                                               | н/д                                               | |
|                                                                                         | Р-73                            |                         | СССР                                                         | Управляемая ракета «воздух-воздух» малой дальности с тепловой ГСН              | 100+                                              | 100 дополнительных ракет передано Польшей в 2022 году. |
|                                                                                         | Р-27                            |                         | СССР/ Украина                                                | Управляемая ракета «воздух-воздух» средней дальности с полуактивной РГС        | н/д                                               | |
|                                                                                         | JDAM                            |                         | США                                                          | Управляемая авиационная бомба                                                  | н/д                                               | |
|                                                                                         | GBU-39                          |                         | США                                                          | Управляемая авиационная бомба                                                  | н/д                                               | |
|                                                                                         | Х-25МП                          |                         | СССР                                                         | Ракета «воздух-поверхность»противорадиолокационная ракета малой дальности      | н/д                                               | |
|                                                                                         | AIM-9 Sidewinder                |                         | США                                                          | Управляемая ракета «воздух-воздух»                                             | н/д                                               | |
|                                                                                         | Х-29                            |                         | СССР                                                         | Ракета «воздух-поверхность» малой дальности                                    | н/д                                               | |
|                                                                                         | MAM-L                           |                         | Турция                                                       | Высокоточная бомба с лазерной ГСН                                              | н/д                                               | |
|                                                                                         | Х-58                            |                         | СССР                                                         | Противорадиолокационная ракета средней дальности                               | н/д                                               | |
|                                                                                         | Х-28                            |                         | СССР                                                         | Противорадиолокационная ракета средней дальности                               | н/д                                               | |

## Опознавательные знаки
- Опознавательный знак Воздушных сил Украины
- Один из вариантов знака на киль самолётов ВВС Украины

Эволюция опознавательных знаков
| Опознавательный знак | Знак на фюзеляж | Знак на киль | Когда использовался       | Примечания |
| -------------------- | --------------- | ------------ | ------------------------- | ---------- |
|                      |                 |              | 1917 — 1921               |            |
|                      |                 |              | 1991 — нет данных         |            |
|                      |                 |              | 1992 — по настоящее время |            |

## Воинские звания
Генералы и офицеры
| Категории               | Генералы      | Генералы          | Генералы          | Генералы          | Старшие офицеры | Старшие офицеры | Старшие офицеры | Младшие офицеры | Младшие офицеры   | Младшие офицеры | Младшие офицеры    |
| ----------------------- | ------------- | ----------------- | ----------------- | ----------------- | --------------- | --------------- | --------------- | --------------- | ----------------- | --------------- | ------------------ |
|                         |               |                   |                   |                   |                 |                 |                 |                 |                   |                 |                    |
| Украинское звание       | Генерал       | Генерал-лейтенант | Генерал-майор     | Бригадний генерал | Полковник       | Підполковник    | Майор           | Капітан         | Старший лейтенант | Лейтенант       | Молодший лейтенант |
| Российское соответствие | Генерал-армии | Генерал-полковник | Генерал-лейтенант | Генерал-майор     | Полковник       | Подполковник    | Майор           | Капитан         | Старший лейтенант | Лейтенант       | Младший лейтенант  |

Прапорщики, старшины, сержанты и солдаты
| Категории               | Прапорщики               | Прапорщики              | Прапорщики        | Прапорщики   | Сержанты и старшины | Сержанты и старшины | Сержанты и старшины | Сержанты и старшины | Солдаты        | Солдаты |
| ----------------------- | ------------------------ | ----------------------- | ----------------- | ------------ | ------------------- | ------------------- | ------------------- | ------------------- | -------------- | ------- |
|                         |                          |                         |                   |              |                     |                     |                     |                     |                |         |
| Украинское звание       | Головний майстер-сержант | Старший майстер-сержант | Майстер-сержант   | Штаб-сержант | Головний сержант    | Старший сержант     | Сержант             | Молодший сержант    | Старший солдат | Солдат  |
| Российское соответствие | Нет                      | Нет                     | Старший прапорщик | Прапорщик    | Старшина            | Старший сержант     | Сержант             | Младший сержант     | Ефрейтор       | Рядовой |

## Эмблемы ВС ВСУ в 2007—2016 годах
- Авиация
- Зенитно-ракетные войска
- Радиотехнические войска

## Современное состояние и перевооружение
По состоянию на 2020 год страна имеет оборонную промышленность, возможности которой сформированы и ограничены советским наследием. Украина была одним из ключевых поставщиков технологий управляемого оружия в Советском Союзе. Украина сохраняет возможность строить наземные системы советской эпохи и может поддерживать и модернизировать советские тактические боевые самолёты.
В мае 2020 года Командование Воздушных сил ВСУ обнародовало документ «Визия Воздушных cил Вооружённых cил Украины 2035». В документе многоцелевой истребитель JAS 39 Gripen был определён как наиболее оптимальная замена существующего парка тактической авиации по соотношению цены и боевого потенциала. 19 августа 2023 года во время визита в Швецию президент Украины Владимир Зеленский сообщил, что украинские пилоты начали тестовые испытания JAS-39 Gripen.
23 июня 2022 года в Конгресс США был внесен законопроект о подготовке обучения украинских летчиков и членов экипажей на американских самолётах, включая истребители F-15, F-16 и другие воздушные платформы. Для этих нужд в принятом Палатой представителей законопроекте об оборонном бюджете США на 2023 год было заложено 100 млн долларов. В мае 2023 года международная коалиция, состоящая из США, Великобритании, Нидерландов, Бельгии и Дании, объявила о подготовке к началу обучения украинских пилотов и обслуживающего инженерного персонала с последующей передачей не менее 3 эскадрилий многоцелевых истребителей F-16 Украине. В августе 2023 года началось обучение украинских военнослужащих.